# Качалинська
Качалинська (рос. Качалинская) — станиця в Іловлінському районі Волгоградської області Російської Федерації.
Населення становить 442 особи. Входить до складу муніципального утворення Качалинське сільське поселення.

## Історія
Станиця розташована у межах українського історичного та культурного регіону Жовтий Клин.
Від 1965 року належить до Іловлінського району.

## Населення
| 2010 |
| ---- |
| 442  |